# Noticiero NP&
Noticiero NP& con Los Reencauchados, cuyo lema era Noticias Políticamente Incorrectas, fue un programa cómico de televisión en formato noticiero del Canal Caracol emitido los días domingo a partir de las 6:30 p. m. Su principal característica fue la representación de las noticias más recientes de Colombia y del mundo en forma de parodia, personificados en su gran mayoría por títeres o marionetas alusivos a personalidades de la política, celebridades, deportistas y periodistas colombianos retomando el programa original de Los Reencauchados (producido por Cenpro TV). El 25 de febrero de 2012 NP& ganó dos premios India Catalina por Mejor Programa de Humor y Mejor Programa de Opinión. Su primera emisión se efectuó el 22 de noviembre de 2009, y salió por última vez el 5 de mayo de 2013.

## Formato
Hasta la emisión de 24 de junio de 2012, el programa se iniciaba desde una Sala de Redacción donde los personajes preparaban las noticias que se iban a desarrollar, bajo la coordinación de un periodista real invitado, que era cambiado en cada emisión; la mayoría de ellos perteneciente a Noticias Caracol y, esporádicamente, se recurría a periodistas de radio y prensa colombianos. Las noticias son presentadas por Severo Copete, personaje central de la comedia, que cuenta en forma humorística las noticias desarrolladas durante cada semana. Las notas y reportajes son representadas por los personajes políticos a modo de escenas teatrales. Seguía un segmento titulado Los puntos sobre las ues, imitación de Los puntos sobre las ies, sección ya desaparecida del Noticiero Caracol presentada por el lingüista y académico colombiano Cleóbulo Sabogal. La parodia era presentada por la parodia del académico, denominado Profe Coágulo. Finalmente, concluía con una sección extraída del Noticiero CM& llamada 1,2,3 que cuenta de forma ligera chismes de la política colombiana conducido por Amik, imitación del periodista Yamid Amat o algunas veces por Jaime Gayly, parodia del presentador y escritor peruano Jaime Bayly (aunque todas las notas las presentaron con ñapas). Al terminar esta sección, se presenta el Grupo Salpicón para interpretar una canción parodiada o una escrita para la ocasión, con un tema vinculado a la política colombiana, junto con los personajes principales del programa.
Durante dos semanas, después de la fecha mencionada, el programa estuvo fuera del aire para hacerle algunos cambios. Finalmente, en la emisión del 8 de julio de 2012, se inició la nueva temporada presentando directamente las noticias el personaje de Severo Copete y con un escenario diferente, con cinco relojes que marcaban las horas en París, Nueva York, Bogotá y las poblaciones colombianas de Titiribí y Apulo. Fue eliminado el segmento de la Sala de Redacción e incorporando otro con el personaje de Amik, Pregúntame Amik, parodia de Pregunta Yamid, de Yamid Amat y otro más con el personaje de Ignora, personaje que se encargaba de la limpieza de la Sala de Redacción del Noticiero NP&. Fueron añadidos los personajes de Bacanes, parodia del músico y cantautor Juanes, que había sido incorporado antes del final de la anterior temporada del espacio y Shekera, parodia de la cantautora Shakira. Se mantuvieron los segmentos 1, 2, 3 y el del Grupo Salpicón con su misma estructura. En la siguiente emisión, el 15 de julio de 2012, fue reincorporado Los puntos sobre las úes y se presentó el segmento del personaje Amik con Jaime Gayly.

## Antecedentes
Con la proliferación de programas de opinión humorísticos como Zoociedad o Quac, que fueron liderados por el fallecido Jaime Garzón, a mediados de la década de 1990, la productora Juana Uribe concibió la idea para crear Los Reencauchados, inspirados en Les Guignols de l'Info (aparecieron en 1988) del Canal+ francés (a su vez inspirado en el Spitting Image británico). Conformó el equipo con Carlos Riveros en la fabricación de los muñecos, el grupo de teatro La Libélula Dorada para la manipulación, el periodista Karl Troller para hacer libretos y el imitador Alirio Parra en las voces. Los Reencauchados en 1995, tenían como fin realizar parodias políticas bajo la conducción de periodistas en forma de marionetas con imitaciones de Darío Arizmendi y Juan Gossaín.
Este programa se emitía miércoles a las 8:30 p. m. por el antiguo Canal A, hoy reemplazado por el Canal Institucional. Esta primera versión duró un año al aire y contaba con la participación del periodista Paulo Laserna, quien realizaba entrevistas a las personalidades de ese momento. Tras la muerte de Jaime Garzón en 1999, el humor político continuaba en radio, más no en televisión, con programas como La Luciérnaga y El Cocuyo, hasta que RCN Televisión en 2002 lanzó su programa La Banda Francotiradores en el cual, sus productores incursionaron en las parodias políticas.
Los Reencauchados estuvo ausente de la televisión colombiana durante trece años, hasta que Caracol Televisión, con la iniciativa de Jorge Alfredo Vargas revivió este concepto humorístico con el nombre de Noticiero NP&, cuya novedad era la inclusión de nuevos personajes de la actualidad, también con pseudónimos muy cercanos a sus nombres reales, como Furibe (Álvaro Uribe Vélez), Yugo Brochávez (Hugo Chávez), Impiedad (Piedad Córdoba) y Patraña (Andrés Pastrana), entre otros. Durante los dos primeros años, el programa contó con el dúo de humoristas colombianos Tola y Maruja, quienes entrevistaron personajes públicos, hasta su renuncia en 2011.
Según Vargas, el regreso de Los Reencauchados se dio en ese entonces "(...) porque es una forma de hacer humor político que la gran tensión noticiosa colombiana necesita. Creímos que era una buena alternativa". Esta declaración hacía referencia a los últimos hechos derivados de las acciones del expresidente Uribe contra el narcotráfico y el terrorismo, además de las duras relaciones de Venezuela y Ecuador, producto de la muerte de Raúl Reyes a manos del ejército colombiano en territorio ecuatoriano a principios de 2008, las interceptaciones ilegales de llamadas conocidas como Las chuzadas del DAS y la Parapolítica.

## Personajes

### Presentadores
- Severo Copete: Presentador central del noticiero cómico, salvo en tres episodios. Tenía una voz y un estilo de presentación muy parecidos a los del presentador y periodista William Restrepo Cortés. Tuvo como amor platónico a la presentadora Silvia Corzo, hasta el punto de haberla conocido en persona en la emisión del 23 de octubre de 2010, cuando ella presidió el Consejo de Redacción del noticiero. Después de que Silvia Corzo se retiró del Canal Caracol, fueron eliminadas las alusiones al amor platónico del personaje.
- Tola y Maruja: El dúo de comediantes colombianos, formó parte del elenco de NP& entre 2009 y 2011, con su propio segmento haciendo entrevistas a personajes públicos colombianos. Sus entrevistas más recordadas fueron hechas al expresidente Álvaro Uribe Vélez y al entonces candidato a la presidencia de 2010 Germán Vargas Lleras.
- Larry Quintero (interpretado por el músico y actor colombiano Julián Orrego): Llegó al Noticiero NP& en forma casual y fugaz, luego de haber sido imagen central de los comerciales de Davivienda durante el Mundial de Fútbol de 2010 interpretando al personaje de El Corresponsal. En su paso por NP& demostró energía y entusiasmo al difundir las noticias, pero nunca se ajustó a la forma de transmitir estas noticias serias cuando muchos colombianos se identificaban con sus notas deportivas alocadas, por lo que duró tres episodios y fue retirado su personaje, a petición del público, mediante mensajes en la red social Twitter. Actualmente Julián Orrego hace papeles cortos en telenovelas colombianas y trabaja con su grupo musical denominado El Siete.

### Periodistas
- Diario Narizmendi: Parodia del periodista Darío Arizmendi.
- Juan Tossaín: Parodia del periodista Juan Gossaín.
- Amik: Parodia del periodista Yamid Amat.
- Dios Calvo Antonio Vélez: Parodia del periodista deportivo Carlos Antonio Vélez.
- Jaime Gayly: Parodia del periodista peruano Jaime Bayly.
- Desgar Pelea: Parodia del periodista deportivo, Edgar Perea.

### Políticos
- Álvaro Furibe: Parodia del expresidente colombiano Álvaro Uribe Vélez.
- Yugo Brochávez: Parodia del expresidente venezolano Hugo Chávez.
- Inmaduro: Parodia del actual presidente venezolano Nicolás Maduro (en forma de banano).
- Presidente Juanma: Parodia del presidente colombiano Juan Manuel Santos.
- Argelino Guachón: Parodia del exvicepresidente colombiano Angelino Garzón.
- Impiedad: Parodia de la exsenadora colombiana Piedad Córdoba.
- Antenas Lockus: Parodia del excandidato presidencial Antanas Mockus.
- Íngrima Betacourth: Parodia de la exsenadora y exsecuestrada Íngrid Betancourt.
- Vargas Lloras: Parodia del exministro y actual vicepresidente colombiano Germán Vargas Lleras.
- Andrés Patraña: Parodia del expresidente colombiano Andrés Pastrana.
- Ernesto Lamber: Parodia del expresidente colombiano Ernesto Samper.
- Juan Gozano: Parodia del expolítico del Partido de la U, y actual columnista de El Tiempo y panelista de Blu radio, Juan Lozano Ramírez.
- Obarama: Parodia del presidente de Estados Unidos Barack Obama.
- Gustavo Piedro: Parodia del alcalde de Bogotá, Gustavo Petro.
- Daniel Ortiga: Parodia del presidente de Nicaragua, Daniel Ortega.
- Fidelio Castro: Parodia del expresidente de Cuba, Fidel Castro.
- Kim Jon Um: Parodia del presidente de Corea del Norte, Kim Jong-un.

### Guerrilleros
- Iván Fárquez: Parodia del guerrillero de las FARC, Iván Márquez.
- Tomachenko: Parodia del guerrillero de las FARC, Timochenko.
- Alfonso Chamo: Parodia del extinto comandante de las FARC Alfonso Cano.
- Gadafi: Parodia del exgobernante de Libia Muamar el Gadafi.

### Deportistas
- Desatino Asprilla: Parodia del exfutbolista colombiano Faustino "El Tino" Asprilla.
- Golillo: Parodia del extécnico de la selección colombiana de fútbol Hernán Darío Gómez.
- Pionel: Parodia del exfutbolista y extécnico de la selección colombiana de fútbol Leonel Álvarez.
- Chékerman: Parodia del técnico de la selección colombiana de fútbol José Néstor Pékerman.
- Ego Marradona: Parodia del exfutbolista y director técnico argentino, Diego Armando Maradona.
- Clontoya: Parodia del automovilista Juan Pablo Montoya.

### Artistas
- Shekera: Parodia de la cantautora colombiana, Shakira.
- Bacanes: Parodia del cantautor y músico colombiano, Juanes.

### Otros
- Ignora: Parodia de la conocida Señora de los Tintos, testigo en un caso de corrupción en la Corte Suprema de Justicia, al ser utilizada por un juez de grabar conversaciones privadas de sus colegas para beneficio de este último en 2011.
- Huevo Morales: Parodia del presidente boliviano Evo Morales que apareció finalmente en el programa.
- Naomi: Parodia de la excandidata presidencial Noemí Sanín.
- Procuragodo Leordóñez: Parodia del procurador Alejandro Ordóñez.
- Profe Coágulo: Parodia del lingüista colombiano Cleóbulo Sabogal.
- Papa Pachito: Parodia del papa Francisco.
- Doña Chavita: Parodia de la reina Isabel II de Inglaterra
- Walter Mercando: Parodia del astrólogo Walter Mercado.
- Lucero Rayo: Una meteoróloga. Este personaje y el anterior habían desaparecido en las últimas temporadas del programa.
- Fabio Valiente Cosa: Parodia del abogado Fabio Valencia Cossio que jamás apareció en el programa.
- Sammy: Parodia del exalcalde de Bogotá Samuel Moreno que jamás apareció en el programa solo por decir su nombre. Juan Tossaín trato de llamarlo muchas veces para hacer una entrevista pero el exalcalde estaba ocupado o no está en su oficina.
- Simón Bolívar: Parodia del exmilitar venezolano Simón Bolívar, que aparece como un cuadro de arte mientras que Brochávez estaba presentado el programa Aulló Presidente.
- Grupo Salpicón: Humoristas y músicos, antioqueños. Integrado por Argemiro Jaramillo Restrepo, Diego López, Mauricio Ramírez y Elkin Rueda,[3] quienes cantaban con los personajes parodiados en el final de cada emisión. Las canciones que cantaban y que aludían al clima político colombiano, son de la autoría de sus integrantes.

## Finalización del espacio
Desde mediados de abril de 2013, se filtró a los medios de comunicación colombianos, la noticia de la pronta desaparición del espacio. Se dieron a conocer diferentes motivos para explicar la desaparición del programa. Un primer motivo sería la supuesta redacción de un proyecto de ley en el Congreso colombiano que prohibía la producción de programas de parodias. Un segundo motivo apuntó hacia el hecho de que el programa había cumplido su ciclo, tal como informó a la revista Semana, Dago García, vicepresidente de Caracol Televisión y, finalmente, el espacio noticioso CM& informó que la razón habría sido que el periodista Paulo Laserna Phillips, durante el tiempo que presidió Caracol Televisión, había contratado la elaboración de los títeres del espacio, los cuales eran de su propiedad y asumió los derechos por la marca del programa, y que, después de dejar este medio, para ser contratado por el Canal RCN, hizo cobros por el alquiler de los títeres y los derechos del espacio televisivo, algo que no le pareció adecuado a la junta directiva de Caracol, por lo que tomó la decisión de retirarlo de su programación habitual. No se planteó un retorno del programa, debido a esta situación.